# Asenaca Lesivakaruakitotoiya
Asenaca Lesivakaruakitotoiya (ur. 22 czerwca 1969) – fidżyjska judoczka. Olimpijka z Barcelony 1992, gdzie zajęła szesnaste miejsce wadze półciężkiej.

## Letnie Igrzyska Olimpijskie 1992
| Konkurencja | Eliminacje             | Klas. końcowa |
| Konkurencja | Przeciwnik I           | Miejsce       |
| ----------- | ---------------------- | ------------- |
| 72 kg       | Ulla Werbrouck (BEL) P | 16.           |